# Jakub
Jakub je mužské křestní jméno. Podle českého kalendáře má svátek 25. července.
Jméno Jakub, z hebrejského Ja'akob, je podle Bible často odvozováno od slova pata, 'akeb, neboť se Jakub, biblický patriarcha, jako druhorozený při svém narození držel svého staršího bratra Ezaua za patu, nebo od slova vystrnadil, 'akab, kdy Jakub svou lstí, připravil svého bratra o privilegium prvorozenectví. Ve skutečnosti je však toto jméno zkratkou jména Ja'akob-El, které pravděpodobně znamenalo "Ať Bůh chrání!".[zdroj⁠?!]

## Statistické údaje
Následující tabulka uvádí četnost jména v ČR a pořadí mezi mužskými jmény ve srovnání dvou roků, pro které jsou dostupné údaje MV ČR – lze z ní tedy vysledovat trend v užívání tohoto jména:
| Rok  | Četnost | Pořadí |
| ---- | ------- | ------ |
| 1999 | 55 511  | 23.    |
| 2002 | 60 189  | 23.    |
| 2006 | 75 049  | 20.    |
| 2007 | 78 774  | 20.    |
| 2009 | 86 019  | 19.    |
| 2016 | 108 013 | 22.    |

Změna procentního zastoupení tohoto jména mezi žijícími muži v ČR (tj. procentní změna se započítáním celkového úbytku mužů v ČR za sledované tři roky 1999–2002) je +9,2 %, což svědčí o poměrně značném nárůstu obliby tohoto jména.
Podle údajů ČSÚ za rok 2006 se jednalo o nejčastější mužské jméno novorozenců. V podobných průzkumech za leden 1999 až leden 2006 se jméno Jakub vždy umístilo na prvním až třetím místě – střídavě se jmény Jan a Tomáš.

## Jakub v jiných jazycích
- Slovensky, polsky: Jakub
- Německy, dánsky: Jakob
- Anglicky: Jacob nebo James
- Albánsky: Jakup (muslimská verze), Jakov (katolická verze)
- Nizozemsky: Jacob
- Francouzsky: Jacques žensky Jacqueline
- Italsky: Giacobbe nebo Giacomo
- Španělsky: Jacobo, Jaime, Diego, Jago, nebo Santiago
- Rusky, srbsky: Яков (Jakov)
- Maďarsky: Jakab
- Hebrejsky: Ya'aqov יעקב
- Portugalsky: Tiago
- Finsky: Jaakko

## Známí nositelé jména

### Svatí
- Jákob – Izrael, biblický patriarcha
- Jákob ze Sarúgu, syrský křesťanský autor
- Jakub Spravedlivý, bratr Páně
- sv. Jakub Alfeův, jeden z 12 apoštolů
- sv. Jakub Starší, jeden z 12 apoštolů
- sv. Diego z Alcalá
- sv. Juan Diego Cuauhtlatoatzin
- sv. Jakub z Nisibisu

### Ostatní
Čeští nositelé
- Mistr Jakoubek ze Stříbra
- Jakub Arbes – český spisovatel a novinář
- Jakub Bažant – český sportovní novinář a komentátor
- Jakub Bouda – český spisovatel
- Jakub Deml – český kněz, básník a spisovatel
- Jakub Flek – český lední hokejista
- Jakub Holuša – český atlet
- Jakub Jan Ryba – český hudební skladatel
- Jakub Janda – český skokan na lyžích
- Jakub Klepiš – český lední hokejista
- Jakub Kohák – herec a režisér
- Jakub Krčín – rožmberský regent a český rybníkář
- Jakub Lauko – český lední hokejista
- Jakub Menšík – český tenista
- Jakub Nakládal – český lední hokejista
- Jakub Prachař –  herec, hudebník a moderátor
- Jakub Ryba – český zpěvák a zakladatel skupiny Rybičky48
- Jakub Schikaneder – český malíř
- Jakub Smolík – český zpěvák
- Jakub Steklý – český youtuber
- Jakub Szántó – český novinář, televizní zpravodaj
- Jakub Štáfek – český herec
- Jakub Vadlejch – český atlet
- Jakub Vágner – český rybář, moderátor
- Jakub Vlček – český rapper
- Jakub Voráček – český lední hokejista
- Jakub Vrána – český lední hokejista
- Jakub Zedníček – český herec
- Jakub Železný – český moderátor a novinář

Zahraniční nositelé
- Jakob Anund – švédský král
- Jakub II. – anglický král
- Jakub V. Skotský – skotský král
- Jakub František Stuart – jakobitský pretendent
- Jacob Elordi – australský herec
- Jakub Grigar – slovenský vodní slalomář
- Jakov Jurovskij – exekutor carské rodiny
- Jacques Offenbach – francouzský hudební skladatel
- Jean-Jacques Rousseau – francouzský filozof
- Diego Maradona – argentinský fotbalista
- Jakov Sverdlov – ruský politik
- Jakub Wajda – polský vojenský důstojník, oběť katyňského masakru

Názvy literárních děl a postav
- Jakub fatalista a jeho pán – divadelní hra Denise Diderota
- Jakub a jeho pán – divadelní hra Milana Kundery
- Kapr Jakub – kreslená postavička, hrdina knihy Pohádky z jižních Čech a Šumavy aneb Vyprávění kapra Jakuba, připravovaný seriál pro pořad Večerníček.[2]
- Synové a dcery Jakuba skláře – český televizní seriál (1985)
- Kubula a Kuba Kubikula – kniha pro děti o medvědáři Kubovi Kubikulovi, jeho medvědu Kubulovi a strašidlu Barbuchovi, autor Vladislav Vančura (1931)

### Místní jména
- Jakub (dříve Svatý Jakub) – osada obce Církvice v okrese Kutná Hora s románským kostelem sv. Jakuba
- Jakub – část města Banské Bystrice
- Jakubova Voľa – obec na Slovensku v okrese Sabinov
- Jakubčovice nad Odrou – obec v okrese Nový Jičín
- Jakubov – vesnice, část obce Vojkovice v okrese Karlovy Vary
- Jakubov – obec na Slovensku v okrese Malacky
- Jakubov u Moravských Budějovic – obec v okrese Třebíč
- Jakubovany – obec na Slovensku v okrese Sabinov
- Jakubovany – obec na Slovensku v okrese Liptovský Mikuláš
- Jakubovice – část městyse Vilémov
- Jakubovice – část městyse Dolní Čermná
- Jakubovice – obec v okrese Šumperk
- Lesní Jakubov – obec v okrese Třebíč
- Saint-Jacques – stanice pařížského metra
- Santiago de Compostela
- Santiago de Chile
- Santiago de Cuba